# Ustawa o monopolu zapałczanym (II RP)
Ustawa o monopolu zapałczanym (II RP) – regulacja prawna o wyłącznym przywileju Skarbu Państwa w zakresie wyrobu zapałek, przywozu z zagranicy lub z obszaru, na którym ustawa nie obowiązywała.

## Powołanie monopolu
Na podstawie ustawy z 1925 r. o monopolu zapałczanym ustanowiono monopol zapałczany. Rozporządzeniem Ministra Skarbu z 1925 r. w sprawie wykonania ustawy o monopolu zapałczanym określono sposób wprowadzania ustawy. Ponadto nowelizację ustawy dokonano w 1926 i 1927 r., wprowadzając uszczegółowienie niektórych artykułów.
Równocześnie z podpisaniem ustawy w zamian za pożyczkę w wysokości 6 mln dol., wydzierżawiono Amerykańsko-Szwedzkiej Spółce Akcyjnej, w której dominującą pozycję zajmował przemysłowiec szwedzki Ivar Kreuger.
Wyrób zapałek w fabrykach prywatnych na rachunek prywatnego przedsiębiorcy zezwolono do 30 września 1925 r.
W ustawie z 1931 r. o monopolu zapałczanym upoważniono Ministra Skarbu do wprowadzenia w życie umowy z dnia 17 listopada 1930 r. zawartej pomiędzy Rządem Rzeczypospolitej a Spółką Akcyjną do spraw Eksploatacji Państwowego Monopolu Zapałczanego w Polsce.
Wykonanie ustawy powierzono Ministrowi Skarbu. Państwowy monopol zapałczany posiadał osobowość prawną.

## Zapałki i surowce zapałczane
Zapałkami w rozumieniu ustawy o monopolu zapałczanym były wszelkiego rodzaju pręciki z drzewa, słomy, tektury itp., materiały powleczone masą, która dały się zapalić przez potarcie, a zatem przedmiotem monopolu były oprócz zapałek zwykłych, również zapałki wiatrowe, świeczkowe, ze stearyny, wosku, zapałki bengalskie oraz zapałki papierowe używane w górnictwie.

## Uprawnienie Ministra Skarbu
Bez zezwolenia Ministra Skarbu zabraniano:
- wyrobu zapałek na obszarze Rzeczypospolitej,
- przywozu zapałek z zagranicy.

Minister Skarbu ustanawiał ceny sprzedaży zapałek oraz zwalniał spod monopolu zapałki przeznaczone na wywóz zagranicę. Zapałki przywożone z zagranicy, podlegały opłacie celnej i podatkowi konsumpcyjnemu, pobieranemu w formie dodatku do cła.

## Postanowienia karne
Kto bez zezwolenia właściwej władzy skarbowej:
- wyrabiał zapałki lub też sprowadzał je z zagranicy, względnie z obszaru na którym ustawa nie obowiązywała;
- wyrabiał zapałki na innym miejscu, jaki podano w zezwoleniu;
- wynosił lub wydawał zapałki z miejsca wyrobu;
- na obszarze Rzeczypospolitej sprzedawał, względnie przechowywał do sprzedaży zapałki, które niedopuszczone były przez właściwą władzę do obrotu handlowego;
- przeznaczał na wywóz za granicę, puszczał w obieg na obszarze Rzeczypospolitej;
- podrabiał opakowanie zapałek, pochodzących z fabryk monopolowych – ten był karany grzywny w wysokości od dwu do pięciokrotnej wartości zapałek, których przestępstwo dotyczyło, nie mniej jednak niż 5 złotych.

## Organizacja monopolu zapałczanego
Naczelny zarząd monopolu zapałczanego sprawował Minister Skarbu.
Wydzierżawienie monopolu zapałczanego mogło nastąpić jedynie za zgodą Rady Ministrów, z tym jednak zastrzeżeniem, że:
- roczny czynsz dzierżawny nie mógł być niższy niż 5 mln złotych,
- cena zapałek ustalana była co pół roku przez Ministra Skarbu na podstawie wskaźnika cen hurtowych,
- wydzierżawienie nastąpiło jedynie na rzecz konsorcjum krajowego, podległego ustawom Rzeczypospolitej,
- produkcja zapałek w monopolowych fabrykach na obszarze Rzeczypospolitej pokryje całe zapotrzebowanie ludności na ten artykuł, a ponadto zapewni wywóz zapałek zagranicę w ilości nie mniejszej niż 33% konsumpcji wewnętrznej.

W oparciu o ustawę z 1931 r. o monopolu zapałczanym ustanowiono Państwowy Monopol Zapałczany, posiadający odrębną osobowość prawną.
Naczelny Zarząd Państwowego Monopolu Zapałczanego sprawował Minister Skarbu. Mocą ustawy upoważniono Ministra Skarbu do oddanie w dzierżawę Państwowego Monopolu Zapałczanego.